# Estados Unidos en los Juegos Olímpicos de Los Ángeles 1932
Estados Unidos estuvo representado en los Juegos Olímpicos de Los Ángeles 1932 por un total de 474 deportistas, 400 hombres y 74 mujeres, que compitieron en 17 deportes.
El portador de la bandera en la ceremonia de apertura fue el atleta Morgan Taylor.

## Medallistas
El equipo olímpico estadounidense obtuvo las siguientes medallas:
| Nombre | Deporte             | Competición                  |
| --- | ------------------- | ---------------------------- |
| Oro |                     |                              |
| Jean Shiley | Atletismo           | Salto de altura F            |
| Lillian Copeland | Atletismo           | Disco F                      |
| Babe Didrikson | Atletismo           | Jabalina F                   |
| Babe Didrikson | Atletismo           | 80 m vallas F                |
| Mary Carew Evelyn Furtsch Annette Rogers Wilhelmina von Bremen | Atletismo           | 4 × 100 m F                  |
| Ed Gordon | Atletismo           | Salto de longitud M          |
| Bill Miller | Atletismo           | Salto con pértiga M          |
| John Anderson | Atletismo           | Disco M                      |
| Leo Sexton | Atletismo           | Peso M                       |
| James Bausch | Atletismo           | Decatlón M                   |
| Eddie Tolan | Atletismo           | 100 m M                      |
| Eddie Tolan | Atletismo           | 200 m M                      |
| Bill Carr | Atletismo           | 400 m M                      |
| George Saling | Atletismo           | 110 m vallas M               |
| Hector Dyer Bob Kiesel Emmett Toppino Frank Wykoff | Atletismo           | 4 × 100 m M                  |
| Edgar Ablowich Bill Carr Ivan Fuqua Karl Warner | Atletismo           | 4 × 400 m M                  |
| Edward Flynn | Boxeo               | 66,7 kg M                    |
| Carmen Barth | Boxeo               | 72,6 M                       |
| Dallas Bixler | Gimnasia            | Barra fija M                 |
| George Roth | Gimnasia            | Lanzamiento de mazas M       |
| George Gulack | Gimnasia            | Anillas M                    |
| Raymond Bass | Gimnasia            | Escalada de cuerda M         |
| Rowland Wolfe | Gimnasia            | Tumbling M                   |
| Earl Foster Thomson (Jenny Camp) Harry Chamberlin (Pleasant Smiles) Edwin Argo (Honolulu Tomboy)                                                                       | Hípica              | Concurso completo por eqs.   |
| Robert Pearce | Lucha libre         | 56 kg M                      |
| Jack Van Bebber | Lucha libre         | 72 kg M                      |
| Peter Mehringer | Lucha libre         | 87 kg M                      |
| Buster Crabbe | Natación            | 400 m libre M                |
| Helene Madison | Natación            | 100 m libre F                |
| Helene Madison | Natación            | 400 m libre F                |
| Eleanor Holm | Natación            | 100 m espalda F              |
| Helen Johns Helene Madison Josephine McKim Eleanor Saville | Natación            | 4 × 100 m libre F            |
| William Gilmore Kenneth Myers | Remo                | Doble scull (M2x) M          |
| Edward Jennings Charles Kieffer Joseph Schauers | Remo                | Dos con timonel (M2+) M      |
| James Blair Charles Chandler David Dunlap Norris Graham Duncan Gregg Winslow Hall Burton Jastram Edwin Salisbury Harold Tower                                          | Remo                | Ocho con timonel (M8+) M     |
| Georgia Coleman | Saltos              | Trampolín 3 m F              |
| Dorothy Poynton | Saltos              | Plataforma 10 m F            |
| Michael Galitzen | Saltos              | Trampolín 3 m M              |
| Harold Smith | Saltos              | Plataforma 10 m M            |
| Gilbert Gray Andrew Libano | Vela                | Star                         |
| John Biby Alphonse Burnand Kenneth Carey Owen Churchill William Cooper Pierpont Davis Carl Dorsey John Huettner Richard Moore Alan Morgan Robert Sutton Thomas Webster | Vela                | 8 metre                      |
| Plata |                     |                              |
| Evelyne Hall | Atletismo           | 80 m vallas F                |
| Babe Didrikson | Atletismo           | Salto de altura F            |
| Ruth Osburn | Atletismo           | Disco F                      |
| Ralph Metcalfe | Atletismo           | 100 m M                      |
| George Simpson | Atletismo           | 200 m M                      |
| Ben Eastman | Atletismo           | 400 m M                      |
| Ralph Hill | Atletismo           | 5000 m M                     |
| Percy Beard | Atletismo           | 110 m vallas M               |
| Glenn Hardin | Atletismo           | 400 m vallas M               |
| Lambert Redd | Atletismo           | Salto de longitud M          |
| Bob Van Osdel | Atletismo           | Salto de altura M            |
| Harlow Rothert | Atletismo           | Peso M                       |
| Henri LaBorde | Atletismo           | Disco M                      |
| Joseph Levis | Esgrima             | Florete ind. M               |
| Philip Erenberg | Gimnasia            | Lanzamiento de mazas M       |
| Bill Denton | Gimnasia            | Anillas M                    |
| William Galbraith | Gimnasia            | Escalada de cuerda M         |
| Edwin Gross | Gimnasia            | Tumbling M                   |
| Al Jochim | Gimnasia            | Salto de potro M             |
| Frank Cumiskey Frank Haubold Al Jochim Fred Meyer Michael Schuler | Gimnasia            | Concurso completo por eqs. M |
| Harry Chamberlin (Show Girl) | Hípica              | Saltos ind.                  |
| Earl Foster Thomson (Jenny Camp) | Hípica              | Concurso completo ind.       |
| Edgar Nemir | Lucha libre         | 61 kg M                      |
| John Riley | Lucha libre         | +87 kg M                     |
| Lenore Kight | Natación            | 400 m libre F                |
| Frank Booth George Fissler Maiola Kalili Manuella Kalili | Natación            | 4 × 200 m libre M            |
| William Miller | Remo                | Scull ind. (M1x) M           |
| Katherine Rawls | Saltos              | Trampolín 3 m F              |
| Georgia Coleman | Saltos              | Plataforma 10 m F            |
| Harold Smith | Saltos              | Trampolín 3 m M              |
| Michael Galitzen | Saltos              | Plataforma 10 m M            |
| Temple Ashbrook Robert Carlson Frederic Conant Emmett Davis Donald Douglas Charles Smith                                                                               | Vela                | 6 Metre                      |
| Bronce |                     |                              |
| Wilhelmina von Bremen | Atletismo           | 100 m F                      |
| Ralph Metcalfe | Atletismo           | 200 m M                      |
| Morgan Taylor | Atletismo           | 400 m vallas M               |
| Joe McCluskey | Atletismo           | 3000 m obstáculos M          |
| George Jefferson | Atletismo           | Salto con pértiga M          |
| Peter Zaremba | Atletismo           | Martillo M                   |
| Louis Salica | Boxeo               | 50,8 kg M                    |
| Nathan Bor | Boxeo               | 61,2 kg M                    |
| Frederick Feary | Boxeo               | +79,4 kg M                   |
| George Calnan Miguel de Capriles Gustave Heiss Tracy Jaeckel Frank Righeimer Curtis Shears                                                                             | Esgrima             | Espada por eqs. M            |
| Hugh Alessandroni George Calnan Dernell Every Joseph Levis Frank Righeimer Richard Steere                                                                              | Esgrima             | Florete por eqs. M           |
| William Kuhlemeier | Gimnasia            | Lanzamiento de mazas M       |
| Frank Haubold | Gimnasia            | Caballo con arcos M          |
| Thomas Connolly | Gimnasia            | Escalada de cuerda M         |
| William Herrmann | Gimnasia            | Tumbling M                   |
| Ed Carmichael | Gimnasia            | Salto de potro M             |
| Tony Terlazzo | Halterofilia        | 60 kg M                      |
| Henry Duey | Halterofilia        | 82,5 kg M                    |
| Hiram Tuttle (Olympic) | Hípica              | Doma ind.                    |
| Hiram Tuttle (Olympic) Isaac Kitts (American Lady) Alvin Moore (Water Pat)                                                                                             | Hípica              | Doma por eqs.                |
| Equipo | Hockey sobre hierba | Torneo M                     |
| Eleanor Saville | Natación            | 100 m libre F                |
| Albert Schwartz | Natación            | 100 m libre M                |
| Jim Cristy | Natación            | 1500 m libre M               |
| Richard Mayo | Pentatlón moderno   | Individual M                 |
| Jane Fauntz | Saltos              | Trampolín 3 m F              |
| Marion Roper | Saltos              | Plataforma 10 m F            |
| Richard Degener | Saltos              | Trampolín 3 m M              |
| Frank Kurtz | Saltos              | Plataforma 10 m M            |
| Equipo | Waterpolo           | Torneo M                     |